# Waleed Jumaa
Waleed Jumaa (Arabic:وليد جمعة) (sinh ngày 15 tháng 8 năm 1993) là một cầu thủ bóng đá người Các Tiểu vương quốc Ả Rập Thống nhất. Hiện tại anh thi đấu cho Ittihad Kalba.